# Newburgh, Fife
Newburgh är en ort i Storbritannien.   Den ligger i kommunen Fife och riksdelen Skottland, i den norra delen av landet, 600 km norr om huvudstaden London. Newburgh ligger vid havsviken Firth of Tay. Antalet invånare är 1 909.
Terrängen runt Newburgh är kuperad åt nordväst, men åt sydost är den platt. Newburgh ligger uppe på en höjd. Runt Newburgh är det tätbefolkat, med 476 invånare per kvadratkilometer. Närmaste större samhälle är Perth, 13,1 km nordväst om Newburgh. Trakten runt Newburgh består till största delen av jordbruksmark.